# 扎耶特本扎胡瓦區
扎耶特本扎胡瓦區（阿拉伯語：دائرة ضاية بن ضحوة），是阿爾及利亞的行政區，位於該國中部，由蓋爾達耶省負責管轄，首府設於扎耶特本扎胡瓦，面積1,880平方公里，2005年人口11,873人，人口密度每平方公里6人。